# Xaveri Congo
Xaveri Congo est un mouvement de la jeunesse catholique de la République démocratique du Congo,,. Il fait partie du Mouvement africain Xaveri et est membre de la Fédération internationale des mouvements catholiques d'action paroissiale (Fimcap).

## Histoire
Xaveri Congo a été fondée en 1952/53 au Congo. La fondation de Xaveri Congo est aussi à l'origine du Mouvement africain Xaveri qui s'est propagé à différents autres pays africains comme le Burundi (Xaveri Burundi), le Rwanda (Xaveri Rwanda) et l'Afrique du Sud (Xaveri Afrique du Sud). Contrairement au scoutisme, Xaveri est considéré comme un mouvement apostolique.